# Slopestyle hommes aux Jeux olympiques de 2014
Navigation
Pyeongchang 2018
Le slopestyle masculin des Jeux olympiques d'hiver de 2014 a lieu le 13 février 2014 à 13 h 30 au parc extrême Rosa Khutor. Les qualifications eurent lieu le même jour à 10 h 15. C'est la première apparition de cette épreuve aux Jeux olympiques d'hiver.
Les Américains réalisent un triplé : Joss Christensen devance Gus Kenworthy et Nicholas Goepper.

## Médaillés
| Or               | Argent        | Bronze           |
| Joss Christensen | Gus Kenworthy | Nicholas Goepper |

## Résultats

### Qualification
- Q = Qualifié pour la finale

| Rang | Dossard | Nom                    | Nationalité        | Manche 1 | Manche 2 | Meilleur | Notes |
| ---- | ------- | ---------------------- | ------------------ | -------- | -------- | -------- | ----- |
| 1    | 34      | Joss Christensen       | États-Unis         | 91,0     | 93,2     | 93,2     | Q     |
| 2    | 9       | Andreas Håtveit        | Norvège            | 88,0     | 87,4     | 88,0     | Q     |
| 3    | 7       | James Woods            | Grande-Bretagne    | 87,2     | 40,0     | 87,2     | Q     |
| 4    | 1       | Nick Goepper           | États-Unis         | 14,8     | 87,0     | 87,0     | Q     |
| 5    | 8       | Gus Kenworthy          | États-Unis         | 86,4     | 85,8     | 86,4     | Q     |
| 6    | 14      | Alex Beaulieu-Marchand | Canada             | 20,0     | 85,6     | 85,6     | Q     |
| 7    | 5       | Russ Henshaw           | Australie          | 84,6     | 83,4     | 84,6     | Q     |
| 8    | 30      | Øystein Bråten         | Norvège            | 79,2     | 84,2     | 84,2     | Q     |
| 9    | 15      | Aleksander Aurdal      | Norvège            | 67,0     | 83,8     | 83,8     | Q     |
| 10   | 4       | Josiah Wells           | Nouvelle-Zélande   | 82,8     | 83,4     | 83,4     | Q     |
| 11   | 25      | Henrik Harlaut         | Suède              | 29,2     | 83,2     | 83,2     | Q     |
| 12   | 3       | Bobby Brown            | États-Unis         | 3,4      | 83,0     | 83,0     | Q     |
| 13   | 17      | Antti Ollila           | Finlande           | 81,4     | 31,6     | 81,4     |       |
| 14   | 26      | Luca Tribondeau        | Autriche           | 80,2     | 80,8     | 80,8     |       |
| 15   | 31      | Markus Eder            | Italie             | 11,8     | 79,0     | 79,0     |       |
| 16   | 11      | Kai Mahler             | Suisse             | 76,2     | 29,0     | 76,2     |       |
| 17   | 28      | Per Kristian Hunder    | Norvège            | 15,6     | 75,4     | 75,4     |       |
| 18   | 16      | Oscar Wester           | Suède              | 72,8     | 28,8     | 72,8     |       |
| 19   | 27      | Jérémy Pancras         | France             | 68,0     | 69,4     | 69,4     |       |
| 20   | 36      | Benedikt Mayr          | Allemagne          | 67,6     | 7,2      | 67,6     |       |
| 21   | 35      | Beau-James Wells       | Nouvelle-Zélande   | 36,0     | 66,6     | 66,6     |       |
| 22   | 13      | Elias Ambühl           | Suisse             | 58,0     | 65,8     | 65,8     |       |
| 23   | 10      | Fabian Bösch           | Suisse             | 11,8     | 63,0     | 63,0     |       |
| 24   | 2       | Jesper Tjäder          | Suède              | 61,0     | 14,2     | 61,0     |       |
| 25   | 32      | Otso Räisänen          | Finlande           | 59,6     | 56,2     | 59,6     |       |
| 26   | 39      | Marek Skála            | République tchèque | 51,6     | 54,6     | 54,6     |       |
| 27   | 29      | Antoine Adelisse       | France             | 54,2     | 50,4     | 54,2     |       |
| 28   | 40      | Pavel Korpachev        | Russie             | 46,4     | 43,6     | 46,4     |       |
| 29   | 37      | Lauri Kivari           | Finlande           | 45,8     | 2,8      | 45,8     |       |
| 30   | 38      | Jules Bonnaire         | France             | 2,2      | 40,0     | 40,0     |       |
| 31   | 33      | Aleksi Patja           | Finlande           | 10,8     | 12,0     | 12,0     |       |
| 32   | 20      | Luca Schuler           | Suisse             | 6,8      | 5,2      | 6,8      |       |

### Finale
| Rang                                | Dossard | Nom                    | Nationalité      | Manche 1 | Manche 2 | Meilleur |
| ----------------------------------- | ------- | ---------------------- | ---------------- | -------- | -------- | -------- |
| Médaille d'or, Jeux olympiques      | 34      | Joss Christensen       | États-Unis       | 95,80    | 93,80    | 95,80    |
| Médaille d'argent, Jeux olympiques  | 8       | Gus Kenworthy          | États-Unis       | 31,00    | 93,60    | 93,60    |
| Médaille de bronze, Jeux olympiques | 1       | Nick Goepper           | États-Unis       | 92,40    | 61,80    | 92,40    |
| 4                                   | 9       | Andreas Håtveit        | Norvège          | 89,60    | 91,80    | 91,80    |
| 5                                   | 7       | James Woods            | Grande-Bretagne  | 86,60    | 78,40    | 86,60    |
| 6                                   | 25      | Henrik Harlaut         | Suède            | 83,80    | 84,40    | 84,40    |
| 7                                   | 15      | Aleksander Aurdal      | Norvège          | 70,00    | 81,80    | 81,80    |
| 8                                   | 5       | Russ Henshaw           | Australie        | 80,40    | 28,80    | 80,40    |
| 9                                   | 3       | Bobby Brown            | États-Unis       | 29,20    | 78,40    | 78,40    |
| 10                                  | 4       | Josiah Wells           | Nouvelle-Zélande | 60,60    | 50,00    | 60,60    |
| 11                                  | 30      | Øystein Bråten         | Norvège          | 66,40    | 65,80    | 66,40    |
| 12                                  | 14      | Alex Beaulieu-Marchand | Canada           | 5,00     | 21,40    | 21,40    |